# Darling (Zuid-Afrika)
Darling (Nederlands, verouderd: Langfontein) is een stadje met 1073 inwoners in de Zuid-Afrikaanse provincie West-Kaap.
Darling behoort tot de gemeente Swartland, die onderdeel van het district Weskus is.

## Subplaatsen
Het nationaal instituut voor de statistiek, Stats SA, deelt sinds de census 2011 deze hoofdplaats in in zogenaamde subplaatsen, en dat is alleen Darling SP.